# 캐슬프랭크 초등학교
캐슬프랭크 초등학교(Castlefrank Elementary School)는 캐나다 온타리오주 오타와에 있는 사립 초등학교이다.

## 개교
이 학교는 1991년에 첫 개교되었다.

## 트리비아
대한민국 가수 겸 뮤지컬배우 이석철(알렉산더 리)과 대한민국 가수 겸 기타리스트 이승현(솔러먼 리)이 2011년 이 학교를 수료한 바 있다.